# Baronia brevicornis
Baronia brevicornis – gatunek motyla z rodziny paziowatych. Występuje tylko w Ameryce Północnej na terenie Sierra Madre Południowej. Motyl ten jest najbardziej prymitywnym motylem z całej rodziny paziowatych. Rozpiętość skrzydeł wynosi 55 – 65 mm. Samice są większe od samców bez wyraźnie zaznaczonego dymorfizmu płciowego.